# Spišské Tomášovce
Spišské Tomášovce (allemand : Tammsdorf) est un village de Slovaquie situé dans la région de Košice.

## Histoire
La destruction d'une ancienne forteresse date des environs de 900 et la première mention écrite du village de 1229.

## Démographie

### Évolution de la population
| Année:               | 1994. | 2004.    | 2014. | 2024.    |
| -------------------- | ----- | -------- | ----- | -------- |
| Nombre de personnes: | 1316  | 1580     | 1896  | 2241     |
| Différence:          |       | +20,06 % | +20 % | +18,19 % |

| Année:               | 2023. | 2024.   |
| -------------------- | ----- | ------- |
| Nombre de personnes: | 2208  | 2241    |
| Différence:          |       | +1,49 % |